# بيثاني جوي لينز
بيثاني جوي لينز (بالإنجليزية: Bethany Joy Lenz)‏ مواليد 2 أبريل 1981 في هوليوود، فلوريدا، الولايات المتحدة، هي ممثلة أمريكية بدأت مسيرتها الفنية عام 1988.

## الأعمال
- المسحورات
- حياة غير متوقعة
- ديكستر
- سي اس آي:التحقيق في موقع الجريمة

## وصلات خارجية
- بيثاني جوي لينز على موقع IMDb (الإنجليزية)
- بيثاني جوي لينز على موقع روتن توميتوز (الإنجليزية)
- بيثاني جوي لينز على موقع ألو سيني (الفرنسية)
- بيثاني جوي لينز على موقع ميوزك برينز (الإنجليزية)
- بيثاني جوي لينز على موقع تيرنر كلاسيك موفيز (الإنجليزية)
- بيثاني جوي لينز على موقع أول موفي (الإنجليزية)
- بيثاني جوي لينز على موقع قاعدة بيانات الأفلام السويدية (السويدية)
- بيثاني جوي لينز على موقع إن إن دي بي (الإنجليزية)
- بيثاني جوي لينز على موقع أول ميوزيك (الإنجليزية)
- بيثاني جوي لينز على موقع ديسكوغز (الإنجليزية)

- الموقع الإلكتروني